# Тягинська сільська рада
Тяги́нська сільська́ ра́да — адміністративно-територіальна одиниця та орган місцевого самоврядування в Бериславському районі Херсонської області. Адміністративний центр — місто Берислав.

## Загальні відомості
Тягинська сільська рада утворена в 1918 році.
- Територія ради: 99,219 км²
- Населення ради: 1 798 осіб (станом на 2018 рік)
- Територією ради протікає річка Дніпро

## Населені пункти
Сільській раді підпорядковані населені пункти:
- с. Тягинка

## Склад ради
Рада складається з 14 депутатів та голови.
- Голова ради: Пономаренко Раїса Миколаївна
- Секретар ради: Косточко Тетяна Миколаївна

### Керівний склад попередніх скликань
| Прізвище, ім'я, по батькові  | Основні відомості                                                 | Дата обрання | Дата звільнення |
| ---------------------------- | ----------------------------------------------------------------- | ------------ | --------------- |
| Лаптєв Микола Леонідович     | Сільський голова, 1947 року народження, позапартійний             | 26.03.2006   | 31.10.2010      |
| Мацура Тарас Петрович        | Сільський голова, 1954 року народження, освіта вища, безпартійний | 31.10.2010   | 12.11.2015      |
| Пономаренко Раїса Миколаївна | Сільський голова, 1960 року народження, освіта вища, безпартійна  | 12.11.2015   |                 |

Примітка: таблиця складена за даними сайту Верховної Ради України

### Депутати
За результатами місцевих виборів 2015 року депутатами ради стали:

#### За суб'єктами висування
| Суб'єкт висування | Кількість обраних депутатів | %     |
| ----------------- | --------------------------- | ----- |
| Самовисування     | 14                          | 100,0 |

#### За округами
| № округу      | Прізвище, ім'я, по батькові       | Дата визнання обраним | Освіта              | Партійна приналежність | Відомості про обраного депутата |
| ------------- | --------------------------------- | --------------------- | ------------------- | ---------------------- | --- |
| Самовисування |                                   |                       |                     |                        | |
| 1             | Новак Віра Вікторівна             | 12.11.2015            | Середня спеціальна  | Безпартійна            | Громадянка України, народилася 31.03.1970 р., Приватний підприємець, самозайнятий, місце проживання: с.Тягинка                                        |
| 2             | Овчаренко Тетяна Олександрівна    | 12.11.2015            | професійно-технічна | Безпартійна            | Громадянка України, народилася 03.05.1953 р., Тягинська сільська бібліотека, Завідувачка Тягинської сільської бібліотеки, місце проживання: с.Тягинка |
| 3             | Павліченко Наталія Вікторівна     | 12.11.2015            | Вища                | Безпартійна            | Громадянка України, народилася 07.03.1972 р., Художній керівник Тягинського сільського будинку культури, пенсіонер, місце проживання: с.Тягинка       |
| 4             | Казімова Галина Леонтіївна        | 12.11.2015            | Середня спеціальна  | Безпартійна            | Громадянка України, народилася 26.03.1966 р., тимчасово не працює, безробітна, місце проживання: с.Тягинка                                            |
| 5             | Кучерявий Володимир Володимирович | 12.11.2015            | Середня спеціальна  | Безпартійний           | Громадянин України, народився 08.01.1961 р., Пенсіонер МВС України, місце проживання: с.Тягинка                                                       |
| 6             | Лаптєв Микола Леонідович          | 12.11.2015            | Вища                | Безпартійний           | Громадянин України, народився 04.09.1947 р., Пенсінер, місце проживання: с.Тягинка                                                                    |
| 7             | Прушинська Світлана Валентинівна  | 12.11.2015            | Середня спеціальна  | Безпартійна            | Громадянка України, народилася 01.12.1970 р., освіта середня спеціальна, безпартійна, Тягинське ХПП, Старший майстер, місце проживання: с.Тягинка     |
| 8             | Кулініч Ганна Іванівна            | 12.11.2015            | Вища                | Безпартійна            | Громадянка України, народилася 09.04.1968 р., Тягинська сільська рада, Спеціаліст діловод, місце проживання: с.Тягинка                                |
| 9             | Мойсієнко Сергій Сергійович       | 12.11.2015            | Вища                | Безпартійний           | Громадянин України, народився 24.07.1965 р., Приватний підприємець, самозайнятий, місце проживання: с.Тягинка                                         |
| 10            | Косточко Тетяна Миколаївна        | 12.11.2015            | Середня спеціальна  | Безпартійна            | Громадянка України, народилася 01.03.1971 р., Тягинська сільська рада, Секретар, місце проживання: с.Тягинка                                          |
| 11            | Боднар Наталія Афанасіївна        | 12.11.2015            | Загальна середня    | Безпартійна            | Громадянка України, народилася 07.06.1970 р., КЗБРР "Територіальний центр соц. обслуговування, Соціальний робітник, місце проживання: с.Тягинка       |
| 12            | Стукан Олена Борисівна            | 12.11.2015            | Загальна середня    | Безпартійна            | Громадянка України, народилася 25.11.1973 р., Приватний підприємець, самозайнятий, місце проживання: с.Тягинка                                        |
| 13            | Стойко Василь Богданович          | 12.11.2015            | Вища                | Безпартійний           | Громадянин України, народився 05.02.1963 р., Бериславська РК ДЮСШ, Тренер - викладач, місце проживання: с.Тягинка                                     |
| 14            | Селіванова Галина Анатоліївна     | 12.11.2015            | Загальна середня    | Безпартійна            | Громадянка України, народилася 29.09.1963 р., тимчасово не працює, безробітна, місце проживання: с.Тягинка                                            |